# Asaf Givon
Asaf Givon (geb. 8. Juli 1994 in Israel) ist ein israelischer Schachspieler. 
Vereinsschach spielt er für Hapoel Kfar-Saba, mit dem er auch 2012 und 2013 am European Club Cup teilnahm. 2013 gewann er die offene israelische Meisterschaft vor Tal Baron.
Im Mai 2013 erhielt er den Titel Internationaler Meister. Die Normen hierfür hatte er innerhalb von fünf Monaten erzielt: beim Czech Open 2012 in Pardubice, bei der U18-Europameisterschaft 2012 in Prag, beim European Club Cup 2012 in Eilat sowie beim 3. internationalen Turnier 2012 in Petach Tikwa. Normen zum Erhalt des Großmeister-Titels erzielte er beim Jeruchess-Turnier in Jerusalem im Januar 2015 und bei der israelischen Mannschaftsmeisterschaft 2016, bei der ihm unter anderem ein Sieg gegen Maxim Rodshtein (Elo 2710) gelang.
Seine Elo-Zahl beträgt 2470, seine bisher höchste Elo-Zahl war 2477 im April 2016.